# Tabvla Rasa
Tabvla Rasa (Eigenschreibweise TABVLA RASA, bis 2006 Tabula Rasa, zu lateinisch tabula rasa) war von 1992 bis 2012 die Jenenser Zeitschrift für kritisches Denken. Es handelte sich um eine im Internet erscheinende Fachzeitschrift für Philosophie, die auch theologische und gesellschaftskritische Themen umfasste.

## Autoren
Zu den Autoren zählten unter anderem Karim Akerma, Jakob A. Bertzbach, Hartmut Böhme, Ralf Dahrendorf, Christian Danz, Volker Gerhardt, Stefan Groß, Daniel Krause, Michael Lausberg, Robert Lembke, Hermann Lübbe, Gonsalv K. Mainberger, Bernd Villhauer und Borislaw Wankow.

## Geschichte
Die Zeitschrift wurde 1992 von den damaligen Studenten Bernd Villhauer und Stefan Groß gestartet und erschien zunächst unregelmäßig, ab 2006 vierteljährlich. Zunächst sollten Berichte zu aktuellen Forschungsschwerpunkten von Mitarbeitern des Instituts für Philosophie der Friedrich-Schiller-Universität Jena mit einer flexiblen Formatierung einfach kommuniziert und darüber hinaus akademisch Interessierte erreicht werden. Daraus entwickelte sich eine überregionalen Teilnahme am wissenschaftlichen Diskurs.
Mit der gleichnamigen Domain erfolgte im Juli 2006 die Abänderung ihres Namens von ‚Tabula Rasa’ zu ‚Tabvla Rasa’. Mit diesem stand sie im engen Kontakt, indem sie als dessen „ältere Schwester“ ausgewählte Beiträge von ihm übernahm. Die Textauswahl folgte dem erklärten Grundanliegen, ein Forum zu bieten „für noch unerprobte philosophische Gedankengänge“ und zu einer „spannenden geisteswissenschaftlichen Forschung“ beizutragen.
Laut Website erschien die letzte Ausgabe der Tabvla Rasa mit der Nummer 45 am 1. November 2012, während tabularasa weiterhin online erscheint.